# Pentling
Pentling est une commune de Bavière (Allemagne), située dans l'arrondissement de Ratisbonne, dans le district du Haut-Palatinat.
Le cardinal Joseph Ratzinger, élu pape en 2005 sous le nom de « Benoît XVI », y a longtemps vécu. Il est d'ailleurs citoyen d'honneur de la commune depuis 1987.

## Jumelage
- Civrieux-d'Azergues (France)
- Corciano (Italie)